# Игор Шарчевић
Игор Шарчевић (Нови Сад, 25. август 1984) је српски атлетичар, члан Атлетског Клуба Војводина, који се такмичио у десетобоју. До 2005 тренер му је био отац Желимир Шарчевић након чега наставља да ради са тренером Горан Обрадовић Челе. Учесник је Зимским олимпијским играма 2010. у Ванкуверу као члан четвороседа у бобу, где су заузели 18. место.
На Европском првенству 2010. одржаном у Барселони је у десетобоју освојио 7995 поена, што му је било довољно за 9. место и лични рекорд.
Учествовао је на Европском првенству у Хелсинкију 2012. године у десетобоју, међутим није завршио такмичење.

## Резултати

### Атлетика
| Година | Такмичење                       | Локација           | Место  | Дисциплина | Бодови |
| Србија | Србија                          | Србија             | Србија | Србија     | Србија |
| ------ | ------------------------------- | ------------------ | ------ | ---------- | ------ |
| 2007.  | Универзијада                    | Бангкок, Тајланд   | БП     | Десетобој  | /      |
| 2009.  | Универзијада                    | Београд, Србија    | БП     | Десетобој  | /      |
| 2010.  | Европско првенство на отвореном | Барселона, Шпанија | 9.     | Десетобој  | 7995   |
| 2012.  | Европско првенство на отвореном | Хелсинки, Финска   | БП     | Десетобој  | /      |

### Боб
| Година | Такмичење         | Локација         | Партнери                                     | Место  | Дисциплина | Време   |
| Србија | Србија            | Србија           | Србија                                       | Србија | Србија     | Србија  |
| ------ | ----------------- | ---------------- | -------------------------------------------- | ------ | ---------- | ------- |
| 2009.  | Светско првенство | Лејк Плесид, САД | Вук Рађеновић                                | 32.    | Двосед     | 2:53,95 |
| 2010.  | Олимпијске игре   | Ванкувер, Канада | Вук Рађеновић Милош Савић Слободан Матијевић | 18.    | Четворосед | 3:30,35 |